# Tournoi d'ouverture du championnat de Colombie de football 2005
Navigation
Tournoi précédent Tournoi suivant
Le tournoi d'ouverture de la saison 2005 du Championnat de Colombie de football est le premier tournoi de la cinquante-huitième édition du championnat de première division professionnelle en Colombie. 
Les dix-huit meilleures équipes du pays disputent le championnat semestriel qui se déroule en deux phases :
- lors de la phase régulière, les équipes s'affrontent une fois plus une rencontre face à une formation du même secteur géographique.
- les huit premiers du classement disputent la phase finale (deux poules de quatre équipes), dont les deux vainqueurs se rencontrent lors de la finale nationale pour le titre.

C'est le club de l'Atlético Nacional qui remporte la compétition, après avoir battu en finale l'Independiente Santa Fe. C'est le huitième titre de champion de l'histoire du club, qui atteint là sa troisième finale de tournoi consécutive.

## Qualifications continentales
Le vainqueur du tournoi Ouverture se qualifie pour la phase de groupes de la prochaine édition de la Copa Libertadores. 

## Les clubs participants
| - Independiente Santa Fe - CD Los Millonarios - Real Cartagena - Promu de Copa Premier - Deportes Tolima - Once Caldas - Independiente Medellin - Boyacá Chicó - Deportivo Pasto - Deportes Quindio | - Atlético Nacional - Atlético Huila - América de Cali - Atlético Bucaramanga - Deportivo Pereira - Unión Magdalena - Deportivo Cali - Atlético Junior - Envigado FC |

## Compétition
Le barème utilisé pour établir l'ensemble des classements est le suivant :
- Victoire : 3 points
- Match nul : 1 point
- Défaite : 0 point

### Phase régulière
| Rang | Équipe                 | Pts | J  | G  | N | P  | Bp | Bc | Diff |
| ---- | ---------------------- | --- | -- | -- | - | -- | -- | -- | ---- |
| 1    | Atlético Nacional      | 36  | 18 | 10 | 6 | 2  | 36 | 20 | +16  |
| 2    | Independiente Santa Fe | 28  | 18 | 7  | 7 | 4  | 20 | 16 | +4   |
| 3    | Independiente Medellín | 27  | 18 | 8  | 3 | 7  | 22 | 23 | -1   |
| 4    | Envigado FC            | 27  | 18 | 7  | 6 | 5  | 33 | 24 | +9   |
| 5    | Deportivo Cali         | 27  | 18 | 7  | 6 | 5  | 24 | 18 | +6   |
| 6    | Atlético Huila         | 27  | 18 | 7  | 6 | 5  | 16 | 12 | +4   |
| 7    | Deportes Tolima        | 27  | 18 | 6  | 9 | 3  | 21 | 14 | +7   |
| 8    | Once Caldas            | 26  | 18 | 6  | 8 | 4  | 21 | 17 | +4   |
| 9    | Deportivo Pasto        | 26  | 18 | 6  | 8 | 4  | 22 | 21 | +1   |
| 10   | Atlético JuniorT       | 25  | 18 | 7  | 4 | 7  | 26 | 23 | +3   |
| 11   | Real CartagenaP        | 24  | 18 | 7  | 3 | 8  | 18 | 20 | -2   |
| 12   | América de Cali        | 24  | 18 | 6  | 6 | 6  | 24 | 26 | -2   |
| 13   | Boyacá Chicó           | 22  | 18 | 6  | 4 | 8  | 18 | 19 | -1   |
| 14   | CD Los Millonarios     | 21  | 18 | 4  | 9 | 5  | 25 | 33 | -8   |
| 15   | Atlético Bucaramanga   | 20  | 18 | 5  | 5 | 8  | 14 | 18 | -4   |
| 16   | Unión Magdalena        | 16  | 18 | 4  | 4 | 10 | 11 | 22 | -11  |
| 17   | Deportes Quindío       | 16  | 18 | 4  | 4 | 10 | 14 | 32 | -18  |
| 18   | Deportivo Pereira      | 16  | 18 | 2  | 8 | 8  | 15 | 22 | -7   |

|  | Qualification pour la phase finale |

### Phase finale

#### Demi-finales
Groupe A :
| Rang | Équipe                 | Pts | J | G | N | P | Bp | Bc | Diff |  | Résultats (▼ dom., ► ext.) | ANa | Tol | Med | DCa |
| ---- | ---------------------- | --- | - | - | - | - | -- | -- | ---- |  | -------------------------- | --- | --- | --- | --- |
| 1    | Atlético Nacional      | 14  | 6 | 4 | 2 | 0 | 11 | 5  | +6   |  | Atlético Nacional          |     | 4-1 | 2-1 | 0-0 |
| 2    | Deportes Tolima        | 13  | 6 | 4 | 1 | 1 | 13 | 9  | +4   |  | Deportes Tolima            | 1-1 |     | 3-1 | 3-1 |
| 3    | Independiente Medellin | 6   | 6 | 2 | 0 | 4 | 11 | 15 | -4   |  | Independiente Medellin     | 1-2 | 2-4 |     | 4-3 |
| 4    | Deportivo Cali         | 1   | 6 | 0 | 1 | 5 | 6  | 12 | -6   |  | Deportivo Cali             | 1-2 | 0-1 | 1-2 |     |

Groupe B :
| Rang | Équipe                 | Pts | J | G | N | P | Bp | Bc | Diff |  | Résultats (▼ dom., ► ext.) | SFe | Env | Hui | OCa |
| ---- | ---------------------- | --- | - | - | - | - | -- | -- | ---- |  | -------------------------- | --- | --- | --- | --- |
| 1    | Independiente Santa Fe | 12  | 6 | 4 | 0 | 2 | 8  | 5  | +3   |  | Independiente Santa Fe     |     | 0-2 | 4-2 | 2-0 |
| 2    | Envigado FC            | 11  | 6 | 3 | 2 | 1 | 9  | 6  | +3   |  | Envigado FC                | 0-1 |     | 2-1 | 2-1 |
| 3    | Atlético Huila         | 3   | 6 | 1 | 3 | 2 | 10 | 12 | -2   |  | Atlético Huila             | 1-0 | 2-2 |     | 2-2 |
| 4    | Once Caldas            | 3   | 6 | 0 | 3 | 3 | 6  | 10 | -4   |  | Once Caldas                | 0-1 | 1-1 | 2-2 |     |

#### Finale
| Équipe 1               | Résultat | Équipe 2          | Aller | Retour |
| ---------------------- | -------- | ----------------- | ----- | ------ |
| Independiente Santa Fe | 0 - 2    | Atlético Nacional | 0 - 0 | 0 - 2  |

## Bilan de la saison
| Championnat de Colombie de football 2005 |                              |
| Champion                                 | Atlético Nacional (8e titre) |
| Qualifications continentales             |                              |
| Copa Libertadores 2006                   | Atlético Nacional            |
| Promotions et relégations                |                              |
| Promus en Copa Mustang                   | Aucun                        |
| Relégués en Copa Premier                 | Aucun                        |